# Врсте (филм)
Врсте (енгл. Species) је амерички научнофантастични пустоловни хорор филм режисера Роџера Доналдсона из 1995. године, а по сценарију Дениса Фелдмана.
Радња филма се односи на шаролику екипу научника и владиних агената који покушавају да уђу у траг Сил (Хенстриџ), заводљивом ванземаљско-људском хибриду, пре него што се она успешно спари са људским мужјаком.

## Радња
Током СЕТИ програма, научници Земље шаљу преносе (које су приказане као Аресибо порука) са информацијама о Земљи и њеним становницима, структури ДНК, итд., у нади да ће пронаћи живот изван Земље. Затим добијају поруке од ванземаљског извора о томе како да без напора створе бесконачно гориво. Стога научници сугеришу да је ово пријатељска ванземаљска врста. Од другог преноса ванземаљаца, научници добијају информације о ванземаљској ДНК, заједно са упутствима како да је комбинују са људским ДНК. Владин тим на челу са Ксавијером Фичом наставља генетски експеримент, покушавајући да узгаја женку на основу (касније се показало погрешном) претпоставке да ће женка имати „послушније и контролисаније“ особине. Једно од сто експерименталних јаја даје девојчицу по имену Сил, која изгледа као обичан човек, али се за 3 месеца претвара у девојчицу од 12 година.
Бљескови агресије Силе у сновима наводе научнике да је сматрају претњом. Једног дана покушавају да је убију гасом цијанидом, али она излази из своје ћелије и бежи. Влада окупља тим који се састоји од антрополога др Стивена Ардена, молекуларног биолога др Лоре Бејкер, "емпата" Дена Смитсона и плаћеника Престона "Преса" Ленокса да улови и уништи Силу. Сил брзо сазрева у својим раним двадесетим и путује у Лос Анђелес. Снага њеног тела, способност регенерације и интелигенција чине је изузетно тешким за праћење. Научници се плаше да би се она могла парити са људским мужјацима и произвести потомство које би на крају могло уништити људску расу. Сил је одлучан да се размножи што је пре могуће и убија неколико људи како би их спречио да обавесте власти или једноставно да користе своју одећу.
У почетку покушава да се пари са Робијем, али након што је осетила да има дијабетес, одбија га. Незадовољан, покушава да је нападне, подстичући је да га убије тако што га убоде језиком у грло. Касније покушава да се повеже са Џоном Керијем, човеком којег је упознала после саобраћајне несреће. Они пливају у Керијевој хидромасажној кади, где га Сир приморава да отвори пртљажник да би се парио, али он одбија. Овај чин прекидају Престон и Лаура. Убрзо убија Кари претварајући се у њен ванземаљски облик, двоножног мутанта са пипцима на раменима и леђима, и трчи гола у шуму а да је тим не види. Она се претвара да је жртва силовања како би киднаповала жену да би се имитирала за њу. Седећи у ауту испред Керијеве куће, она чита Фичеве усне као и раније, сазнајући за њихов план да заузму ноћни клуб за њен повратак. Дан је види тамо, што изазива потеру аутомобила. Она лажира своју смрт тако што је ударила аутомобил који је претходно напунила канистерима бензина у високонапонски трансформатор, користећи отету жену као замену за сопствено тело.
Након што је ошишана и офарбана, Сил постаје привлачна Престону, јер га је сањала претходне ноћи. Након што тим прославља своју очигледну победу, она их јури у хотел, а да их они не препознају. Арден, узнемирен што је сам, одлази у своју собу и затиче Сил да тамо чека. Она има сексуални однос са Арденом, што доводи до тога да је он моментално оплоди, а затим га убије када схвати ко је она. Ден осећа да је Сил у хотелу и упозорава Престона, Лору и остатак тима. Она се поново трансформише, бежи, а они је прате у канализацију, где потом убијају Фича. Сил се породи, а Дан проналази њено потомство у пећини иза канализације. Дете се претвара у ванземаљски облик и напада га и спаљује га. Престон одува Силу главу сачмаром. Трио напушта подручје. Последња сцена приказује пацова који жваће један од одсечених пипака Силе. Након тога, она почиње да мутира у злу звер и прождире другог пацова.